# Salia submarcata
Salia submarcata är en fjärilsart som beskrevs av William Schaus 1916. Salia submarcata ingår i släktet Salia och familjen nattflyn. Inga underarter finns listade.